# Грипенберг, Мэгги
Мария Маргарита (Мэгги) Грипенберг (фин. Maria Margarita (Maggie) Gripenberg; 11 июня 1881, Гельсингфорс, Великое княжество Финляндское — 28 июля 1976, Мариехамн, Финляндия) — одна из первых финских балерин, художница, киноактриса. Была представителем известного с XVII века дворянского рода Грипенбергов, имевшего шведское происхождение.

## Биография

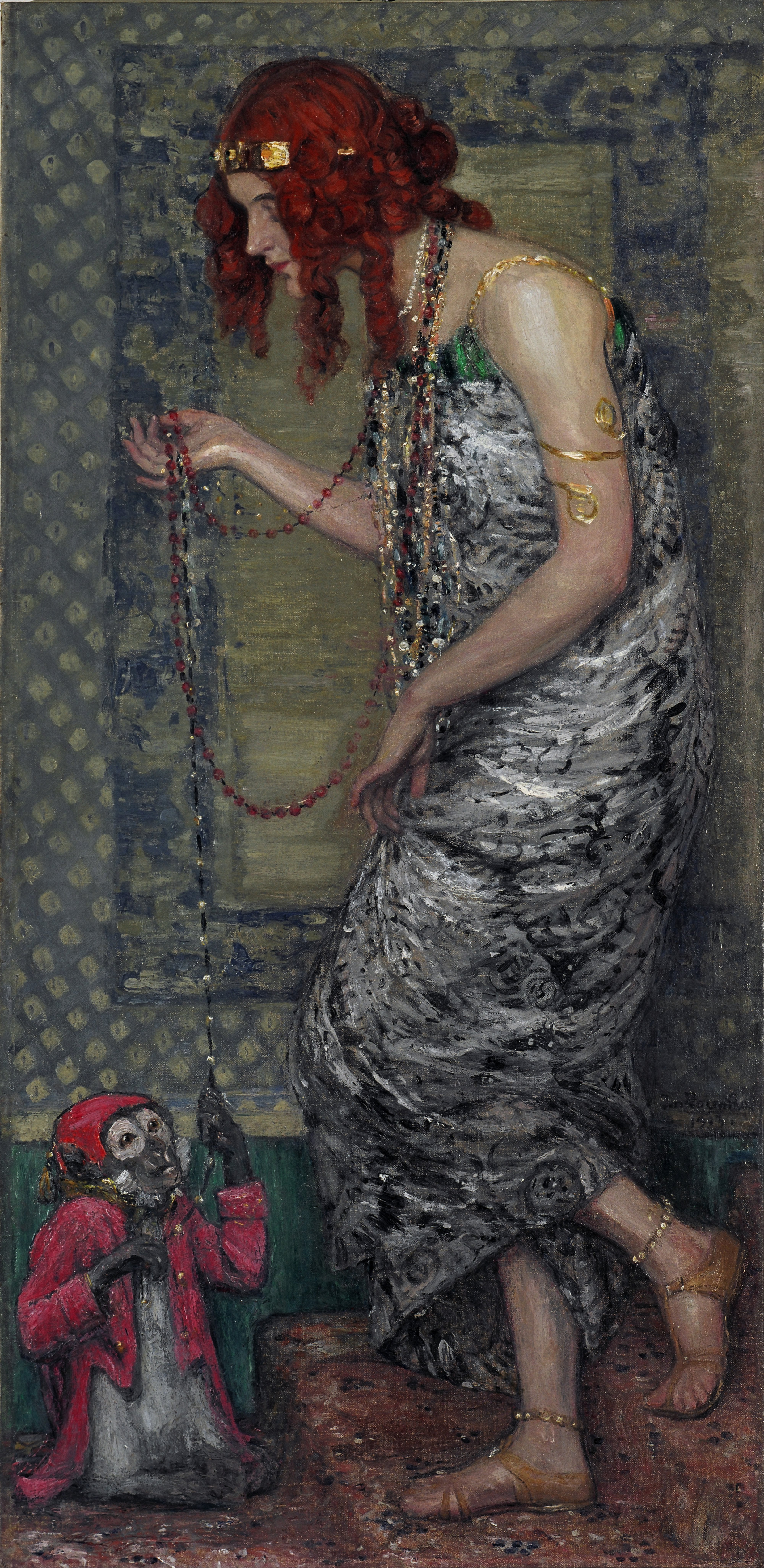
Янис Розенталс. Принцесса и обезьяна, 1913

Родилась 11 июня 1881 года в Гельсингфорсе (ныне — Хельсинки), в Великом княжестве Финляндском в семье финского архитектора, сенатора и банкира Себастиана Грипенберга. Была старшей из трёх детей. Её брат Ханс Хенрик Себастиан стал морским инженером.
Обучалась рисованию в Атенеуме, а с 1904 по 1908 год — Дрездене и Париже.
Позднее обратилась к балетному искусству и обучалась технике танца на основе мастерства Айседоры Дункан, а также в 1910—1911 годах занималась по методам ритмики Далькроза.
С 1909 года преподавала в школе танцев при Финском национальном театре, а в 1911 году дала в театре сольное представление, став одной из первых финских балерин. Позднее состоялись её гастроли по странам Балтии, Швеции и США. Стиль, созданный Грипенберг, отличался от классического балета спонтанностью, притом что танцы исполнялись босиком. Но противостояние с зарождающимся Финским национальным балетом было незначительным, и Грипенберг поставила несколько балетов, из которых самым известным был «Скарамуш» («Scaramouche»).
Была знакома со многими известными деятелями искусства. Предполагают, что латышский художник Янис Розенталс изобразил её на своей самой известной картине «Принцесса и обезьяна» (1913).
С 1914 по 1952 годы преподавала танец в школе при Финском национальном театре, а также театральное мастерство при Академии Сибелиуса; с 1934 по 1952 годы в школе при Шведском театре, а с 1938 по 1946 годы — в университете на отделении гимнастики факультета физкультуры.
Балерина сыграла также главную роль в шведском фильме «Nobelpristagaren», которая была её единственной работой в качестве киноактрисы.
В 1928 году, уже в пожилом возрасте, дебютировала как художница.
В 1951 году была удостоена высшей государственной награды Финляндии для деятелей искусств — медали «Pro Finlandia».
В 1961 году была награждена рыцарским крестом ордена Белой розы Финляндии.
Скончалась 28 июля 1976 года в Мариехамне, на Аландских островах.

## Семья
- Отец — Себастиан Грипенберг (1850—1925), финский архитектор, сенатор, банкир.
- Тётя — Александра Грипенберг (1857—1913), финская писательница, политик, феминистка.